# Ігл-Вілледж (Аляска)
Ігл-Вілледж (англ. Eagle Village) — переписна місцевість (CDP) в США, в окрузі Саутіст-Фейрбенкс штату Аляска. Населення — 53 особи (2020).

## Географія
Ігл-Вілледж розташований за координатами 64°44′36″ пн. ш. 141°6′50″ зх. д. / 64.74333° пн. ш. 141.11389° зх. д. (64.743383, -141.113825).  За даними Бюро перепису населення США в 2010 році переписна місцевість мала площу 44,02 км², уся площа — суходіл.

## Демографія
Згідно з переписом 2010 року, у переписній місцевості мешкало 67 осіб у 31 домогосподарстві у складі 14 родин. Густота населення становила 2 особи/км².  Було 49 помешкань (1/км²).
Расовий склад населення:
| - 55,2 % — білих - 38,8 % — корінних американців - 1,5 % — чорних або афроамериканців - 1,5 % — азіатів |

До двох чи більше рас належало 3,0 %. Частка іспаномовних становила 0,0 % від усіх жителів.
За віковим діапазоном населення розподілялося таким чином: 22,4 % — особи молодші 18 років, 68,6 % — особи у віці 18—64 років, 9,0 % — особи у віці 65 років та старші. Медіана віку мешканця становила 46,5 року. На 100 осіб жіночої статі у переписній місцевості припадало 131,0 чоловіків;  на 100 жінок у віці від 18 років та старших — 147,6 чоловіків також старших 18 років.
Цивільне працевлаштоване населення становило 2 особи. Основні галузі зайнятості: будівництво — 100,0 %.